# Onofrio Abbate
Onofrio Abbate (Palerm, 29 de febrer de 1824-El Caire, 11 d'octubre de 1915) va ser un metge, escriptor i naturalista sicilià que visqué gran part de la seva vida a Egipte. Va ser president de la societat khedivial de geografia d'ençà 1890 fins a la seva mort el 1915. També fou un dels primers europeus a rebre el títol de paixà.

## Biografia
Onofrio Abbate va nàixer a Palerm (Sicília) el 1824. Feu estudis mèdics i es diplomà en oftalmologia. Va ser un deixeble del prestigiós oculista Socrate Polara que havia fundat la primera clínica oftalmològica a Sicília el 1829.
S'interessà alhora a l'escriptura i publicà diverses poesies durant la seva adolescència. Entre 1839 i 1842 va col·laborar a una revista literària L'Oreteo i també a les Effemeridi scientifiche e letterarie per la Sicilia, entre 1840 i 1843. Escrigué una obreta teatral el 1843 Il giudizio universale. Al mateix temps s'interessà molt a l'antiguitat, a les inscripcions i als jeroglífics.
A conseqüència d'aquest interès va emigrar al desembre del 1845 a Egipte. Entrà al servei del govern khedivial i durant l'epidèmia de còlera que va assolar Egipte el 1848 va prestar els seus serveis per a atendre els obrers que treballaven en l'edificació de la presa del delta del Nil.
Quan aquell mateix any la revolució esclatà a Sicília, tornà al seu país i ajudà els republicans, participant activament a la lluita.
Després del seu retorn a Egipte, fou triat com a director de l'hospital governatiu d'Alexandria.
Durant la guerra de Crimea, el 1855, va treballar com a metge principal de la flota egípcia que el virrei Sa'id Paixà havia enviat per a ajudar els turcs. Arran d'aquesta experiència escrigué un opuscle que criticava el tràfic d'esclaus negres i hi advocà l'abolició de l'esclavisme. L'abolició fou proclamada pel mateix virrei Sa'id durant el seu viatge al Sudan, de 1856 a 1857), on també havia anat Abbate com a metge de la cort.
Un amic seu l'incità a contar el seu viatge al Sudan i aquest s'encarregà de publicar la narració d'Onofrio Abbate a París el 1858, amb el títol De l'Afrique Centrale ou voyage de S. A. Mohammed Said Pacha dans les provinces du Soudan. Notes et impressions.
Quan tornà del seu periple al Sudan, Onofrio Abbate va ser designat com a metge particular de la virreina i alhora de l'harem del virrei. Continuà exercint-hi fins al 1887 i hagué de deixar el càrrec arran de qüestions polítiques.
Ingressà com a membre de l'Institut egipci el 1859, i n'esdevingué un dels seus vicepresidents a partir del desembre de 1881.
El 1862 començà a participar en diversos congressos de medicina com el de París que es va fer aquell mateix any.
Per a agrair la seva dedicació devers els governants egipcis li fou atorgat el 1882 el títol de paixà.
El 1890 fou triat com a president perpetu de la Societat khedivial de geografia que havia ajudat a fundar amb el milanès Federico Bonola.
Passà els darrers anys de la seva vida en un palauet que havia fet bastir enfront de les piràmides a Guiza i uns quants anys després, el 1915, moria a l'edat de 91 anys.

## Obres
- Illustrazione di una inedita iscrizione gotico-normanna (1840)
- Sulla etimologia nelle lingue (1840)
- Archeologia egiziana o i geroglifici applicati alle scienze mediche (1842)
- Un bassorilievo di Beni Hassan - Interpretazioni medico-archeologiche (1843).
- Il giudizio universale, obra teatral (1843)
- De l'Afrique Centrale ou voyage de S. A. Mohammed Said Pacha dans les provinces du Soudan. Notes et impressions (1858)
- Egyptiaca (1909)